# Клячаново
Клячаново — село в Україні, у Мукачівському районі Закарпатської області. Входить до складу Івановецької сільської громади.

## Назва
У 1995 р. назву села Клячанове було змінено на одну літеру. Припускають що назва села походить від слова «клячати» (ставати на коліна). Легенда пов'язує виникнення назви з моліннями людей навколішки за врожай, а ще сповіщає про церкву, яка колись запала під землю, і на її місці виникло озеро.

## Археологія
На гребневидному підвищенні, відомому у населення під назвою Обуч, що із заходу примикає до гори Галиш — багатошарове поселення (епохи неоліту, бронзи, заліза). Тут же в кінці ХІХ столітті засвідчено кургану групу. На плато Пуларське — група курганів, що датувалася гальштатським часом. Один курган розкопаний братами Затлукал. Курган, досліджений на горі Обуч, в урочищі Могилки, віднесено до куштановицької культури.
В околицях Клячанового в різні часи виявлено шість бронзових скарбів і поодиноких предметів загальною кількістю 243 екземплярів. Бронзові речі датуються добою пізньої бронзи і раннього заліза.

## Історія
Klacsanó вперше згадується в дипломі в 1475 році.
Колишнім власником села була родина Klacsanói Gallis. У 16 столітті його жителі прийняли реформацію.
У період Австро-Угорської імперії — село Мукачівського округу Березького комітату. Офіційна назва — Клячанов (угор. Klacsanó). Село мало свою символіку — печатку з зображенням руки, що тримає букову гілку з трьома листками (зразок печатки був офіційно затверджений Міністерством внутрішніх справ Королівства Угорщини 1904 року).

### Костел
У 1688 році у с. Клячаново був побудований костьол, а церковну громаду заснували у 1870 році. Теперішній храм збудували пізніше.
Теперішній римсько-католицький храм був побудований у ХІХ столітті на місці зруйнованої середньовічної каплиці.
У 1947 р. головою сільської ради Локес П. Й. було подане прохання про об'єднання для здійснення релігійних обрядів та про реєстрацію даної релігійної спільноти і передачі для користування.
У 1960 році костьол було відібрано. Повернули його в напівзруйнованому стані.
За радянської влади костел закрили і хотіли використати його декілька разів не за призначенням: як склад хімікатів, для музею та сховища для вінків. Проте завдяки Єлизаветі Ковач, яка переховувала ключі від святині, дбала про зовнішній і внутрішній вигляд, використати храм не за призначенням так і не наважились.
25 грудня 1989 р. у м. Москві була зареєстрована релігійна спільнота римо-католицької церкви і передано у користування молитовну будівлю (костел) с. Клячаново, яка успішно функціонує і по сьогоднішній день.
Церковну громаду було наново засновано у 1990 році. У 90-х роках минулого століття було добудовано вхід, що збільшило площу будови, і храм знову отримав нове життя. Святиня була відреставрована завдяки о. Петру Жарковському і наново освячена єпископом Павлом Гніліцею, який для цього прибув із Риму, у 1991 році. З цього часу храм ремонтували, удосконалювали та прикрашали. Нове обладнання святилища костьолу у 2002 році виготовив з дерева різьбяр Петро Матл.
Церква Різдва пр. Богородиці, 1820.
У 1692 р. село було філією Іванівців, а в 1733 р. — філією Лохова, але вже мало власну дерев'яну церкву. Теперішню типову муровану церкву збудували на пагорбі Макош. Храм повернули греко-католикам, а неподалік, на цьому ж схилі стоїть маленька римо-католицька церква. Інша легенда розповідає про братів Маковеїв, яких мучили за Бога, а з кожної краплини їх крові розцвітав мак. Через це клячанівці вирішили збудувати турню церкви в формі стебла з маковою голівкою.
У 1992 р. церкву збільшили приблизно на 8 м, розбудувавши її в бік вівтаря. Будівельні роботи виконали Віллі Ліп та Михайло Соколович, а завершувальні — Юрій Бращайко та Михайло Сабов.
На турні вказано 1913 рік — очевидно, дату покриття бляхою. Дата над входом повідомляє про ремонт храму в 1958 р.
Старий стінопис перемалював О. Селіванов, він же ремонтував іконостас. Три дзвони встановили в окремій дзвіниці з металу.

## Населення
Згідно з переписом УРСР 1989 року чисельність наявного населення села становила 1899 осіб, з яких 906 чоловіків та 993 жінки.
За переписом населення України 2001 року в селі мешкало 1905 осіб.

### Мова
Розподіл населення за рідною мовою за даними перепису 2001 року:
| Мова       | Відсоток |
| ---------- | -------- |
| Українська | 99,11 %  |
| Російська  | 0,52 %   |
| Угорська   | 0,10 %   |
| Білоруська | 0,05 %   |
| Німецька   | 0,05 %   |

## Люди

### Народилися
- Болдіжар Олександр Олександрович (* 1954) — доктор медичних наук, професор, заслужений лікар України, лауреат Державної премії України в галузі науки і техніки.
- Кешеля Дмитро Михайлович — український письменник.
- Падюков Альберт Володимирович — загинув 19 серпня 2014 року від осколкового поранення у скроневу частину голови під час зачистки у селищі Металіст під Луганськом.
- Лавкай Василь Васильович — загинув 10 серпня 2015 року в бою під час оборони позицій 72-ї окремої механізованої бригади в районі села Старогнатівка Донецької області на 31-му році життя.

### Відвідували
- Володимир Іванів — головний редактор газети «Зубрівки», позаштатний кореспондент газети «Мукачівська Ратуша»

## Туристичні місця
У Клячаново розташована археологічна пам'ятка «Галіш-Ловачка».
- На гребневидному підвищенні, відомому у населення під назвою Обуч, що з заходу примикає до гори Галиш — багатошарове поселення (епохи неоліту, бронзи, заліза). Тут же в кінці ХІХ столітті засвідчено кургану групу.
- На плато Пуларське — група курганів, що датувалася гальштатським часом. Один курган розкопаний братами Затлукал.
- Курган, досліджений на горі Обуч, в урочищі Могилки, віднесено до куштановицької культури.
- В околицях Клячанового в різні часи виявлено шість бронзових скарбів і поодиноких предметів загальною кількістю 243 екземплярів. Бронзові речі датуються добою пізньої бронзи і раннього заліза.
- Храм Різдва пр. Богородиці, 1820.